# Erik Rosenkrantz (1519–1575)
Erik Ottesen Rosenkrantz, född 1519, död den 18 november 1575, var en dansk adelsman, bror till Holger och Jørgen Rosenkrantz, far till Jacob Rosenkrantz.
Rosenkrantz var på sin tid Norges förnämste jorddrott och danskt riksråd. Han blev 1560 länsman på Bergenhus, kuvade fullständigt det hanseatiska kontoret i Bergen och visade stort nit i Nordiska sjuårskriget. Han återerövrade 1564 Tröndelagen och undsatte 1567 Akershus fästning. Rosenkrantz byggde det stora tornet på Bergenhus, som oriktigt kallats "Valkendorffs torn" efter hans föregångare. År 1568 återvände Rosenkrantz till sitt gods Arreskov på Fyn i Danmark.